# Блас, Андреа
Андреа Блас Мартинес (исп. Andrea Blas Martinez, род. 14 февраля 1992, Сарагоса) — испанская ватерполистка, игрок национальной сборной Испании и ватерпольного клуба «Сарагоса». Чемпионка Европы и мира по водному полу, обладательница серебряной медали летних Олимпийских играх в Лондоне.

## Биография
Андреа Блас родилась 14 февраля 1992 года в Сарагосе. Начинала спортивную карьеру в местном одноимённом ватерпольном клубе «Сарагоса» в сезоне 2005/2006.
В 2007 году впервые вошла в состав испанской национальной сборной по водному поло и завоевала бронзовую медаль на чемпионате Европы среди юниоров в Греции. В 2011 году одержала победу на молодёжном чемпионате мира в Триесте.
На европейском первенстве 2012 года в Эйндховене заняла итоговое пятое место — в четвертьфинале испанские ватерполистки уступили Венгрии, но в утешительной встрече взяли верх над Нидерландами.
Благодаря череде удачных выступлений в 2012 году Блас удостоилась права защищать честь страны на летних Олимпийских играх в Лондоне. Испанки с первого места вышли из своей группы, затем на стадии плей-офф выиграли у Великобритании и Венгрии в четвертьфинале и полуфинале соответственно. В финальном решающем матче встретились со сборной США и уступили ей со счётом 5:8, получив тем самым серебряные олимпийские медали.
После лондонской Олимпиады Андреа Блас осталась в главной ватерпольной команде Испании и продолжила принимать участие в крупнейших международных соревнованиях. Так, в 2013 году она одержала победу на домашнем чемпионате мира по водным видам спорта в Барселоне, где испанская сборная выиграла все матчи кроме матча со сборной России на групповом этапе. За это выдающееся достижение награждена бронзовой медалью Королевского ордена за заслуги перед спортом.
В 2014 году Блас успешно сыграла на чемпионате Европы в Будапеште, где её команда так же выиграла встречи со всеми соперниками (кроме встречи с Россией на групповой стадии) и заняла первое место. По итогам сезона получила серебряную медаль Королевского ордена за заслуги перед спортом.
Дважды признавалась лучшей спортсменкой Арагона (2010, 2013), восемь раз подряд (с 2007 по 2014) — лучшей спортсменкой Федерации плавания Арагона.